# Sven Erik Kristiansen
Sven Erik Kristiansen (n. 19 februarie 1967), mai bine cunoscut sub numele de scenă Maniac, a fost solistul vocal și textierul formației norvegiene de black metal Mayhem. În prezent Maniac face parte din formațiile Skitliv și Sehnsucht.

## Biografie
Maniac și-a început cariera muzicală în 1986, la vârsta de 19 ani. În acest an Maniac s-a alăturat formației Mayhem. În 1987, după înregistrarea EP-ului Deathcrush, Maniac părăsește formația.
În 1995 Maniac revine ca membru permanent în Mayhem, iar doi ani mai târziu are loc lansarea EP-ului Wolf's Lair Abyss, prima realizare discografică a formației în noua formulă. Începând cu acest EP atribuțiile au fost împărțite: Maniac compunea versurile, iar Blasphemer compunea muzica. Prestația scenică a lui Maniac era asemănătoare cu cea a predecesorului său, Dead; se tăia cu cuțite și sârmă ghimpată și nu de puține ori ajungea de pe scenă direct la terapie intensivă. De asemenea a perpetuat tradiția de a avea capete de porc (uneori de oaie) înfipte în țăruși pe scenă.
În 1997 ia naștere proiectul personal al lui Maniac, Voluspå, formație în care el cântă la toate instrumentele. În 2000 s-a alăturat formației Wurdulak, iar în 2001 a fost lansat primul album de studio al acestei formații.
În 2003, în timpul unui concert care a avut loc în Bergen, Norvegia, un fan a fost lovit accidental de un cap de oaie care a fost aruncat de pe scenă de Maniac. Respectivul fan, pe nume Per Kristian Hagen, a fost diagnosticat cu fractură craniană.
În 2004 Maniac părăsește Mayhem; motivul a fost tracul (cauzat de alcoolism) care îl făcea să uite în mod frecvent versurile melodiilor. Totul a culminat cu un incident violent între Maniac și Blasphemer în urma căruia Maniac s-a despărțit de formație.
În 2005 el împreună cu Niklas Kvarforth (cu care a mai colaborat în Shining) au înființat Skitliv, iar în 2008 el împreună cu Vivian Slaughter (basista și vocalista formației japoneze Gallhammer) au înființat Sehnsucht.
Maniac este căsătorit cu Vivian Slaughter și are doi copii (o fată și un băiat), nici unul dintre ei împreună cu actuala sa soție.

## Discografie
cu Mayhem
- Deathrehearsal (Demo) (1987)
- Deathcrush (EP) (1987)
- Wolf's Lair Abyss (EP) (1997)
- Mediolanum Capta Est (Album live) (1999)
- Grand Declaration of War (Album de studio) (2000)
- Live in Marseille 2000 (Album live) (2001)
- Chimera (Album de studio) (2004)

cu Voluspå
- Voluspå (Demo) (1998)

cu Wurdulak
- Ceremony in Flames (Album de studio) (2001)
- Severed Eyes of Possession (Album de studio) (2002)

cu Skitliv
- Demo 2007 (Demo) (2007)
- Kristiansen and Kvarforth Swim in the Sea of Equilibrium While Waiting (EP) (2007)
- Amfetamin (EP) (2008)
- Skandinavisk Misantropi (Album de studio) (2009)
- Bloodletting (EP) (2010)

cu Sehnsucht
- Wüste (Album de studio) (2010)